# Segunda patria
Segunda patria (Seconde patrie) es una novela del escritor francés Jules Verne aparecida de manera seriada en la "Magazine de ilustración y recreo" ("Magasin d’Education et de Récréation") desde el 1 de enero hasta el 15 de diciembre de 1900, y en un solo tomó el 26 de noviembre de ese mismo año.
Jules Verne continúa en esta novela las aventuras de "El Robinson Suizo" de Johann David Wyss.

## Argumento
La familia Robinson continua la exploración de la isla en la que naufragó varios años antes.

## Personajes
- Sr. Robinson.
- Sra. Robinson.
- Fritz Robinson.
- Ernest Robinson.
- Francis Robinson.
- Bertie Robinson.

## Capítulos

### Primera parte
- I La vuelta de la buena estación. Fritz y Jack. Tiempo soberbio. La partida del Kaiak. Visita al islote del Tiburón. Fuego de dos piezas. Tres cañonazos a lo lejos.
- II El regreso del Kaiak. La impresión producida. Resolución tomada. Tres días de tempestad. La proa al Este. El barco anclado.
- III La corbeta inglesa Licorne. Los cañonazos oídos. Llegada de la pinaza. La familia Zermatt. La familia Wolston. Proyectos de separación. Cambios mutuos. La despedida. Marcha de la corbeta.
- IV El pasado de la Nueva Suiza. Diez años atrás. Las primeras instalaciones de la familia Zermatt. Principales incidentes relatados en el diario de Mister Zermatt. Fin del décimo año.
- V Regreso a Felsenheim. Viaje de la Isabel a la bahía de las Perlas. Un salvaje. Una criatura humana. Jenny Montrose. Naufragio de la Dorcas. Dos años en la roca humeante. Relato de Fritz.
- VI Después de la partida. Lo conocido de la Nueva Suiza. La familia Wolston. Proyecto de nuevas instalaciones. Construcción de un canal entre el Río de los Chacales y el Lago de los Cisnes. Fin del año 1816.
- VII El primer día del año. Paseo a Falkenhorst. Proyecto de capilla. Proposiciones de viaje. Discusión. La pinaza en estado de navegar. Partida el 15 de marzo.
- VIII Navegación. La vuelta al escollo del Landford. La bahía de la Licorne. La Isabel anclada. A la punta del derrumbadero. Comarca árida. La región del Sur. Proyectos para el día siguiente.
- IX Vista de la costa. Los mancos. Nuevo río. Territorios desconocidos. La cordillera al Sur. Proyecto para el día siguiente. El río Montrose.
- X Navegación de la canoa por el Montrose. Comarca árida. Los guijarros de la quebrada. El obstáculo. La Isabel ancla de nuevo. Descenso por el río. Un vapor en el Suroeste. Regreso a Felsenheim.

### Segunda parte
- I Antes de la estación de las lluvias. Visita a las granjas y a los islotes. Primeras borrascas. Las noches en Felsenheim. La capilla. El descubrimiento de Ernesto y cómo fue recibido. Duración del mal tiempo. Dos cañonazos. Al islote del Tiburón.
- II En Falkenhorst. En Waldegg. En Zuckertop. En Prospect Hill. La mar desierta. Preparativos de viaje al interior. Los que parten y los que se quedan. Transporte al desfiladero de Cluse. Despedida.
- III Al salir del valle Grünthal. La región de las llanuras. La de los bosques. Los monos todavía. Al pie de la cordillera. La noche en el interior de una gruta. La primera y la segunda zona de la montaña. En la base de ésta.
- IV Llegada a la cumbre. Miradas dirigidas a todas partes. Lo que se ve al Norte, al Este y al Oeste. La región del Sur. Un navío en el horizonte. El pabellón británico.
- V La espera de Felsenheim. Inquietud. Partida para Eberfurt. Mister Wolston y Ernesto. Lo que había acontecido. En persecución de los elefantes. Proposición de mister Wolston. Vientos contrarios. ¡Jack!
- VI Relación de Jack. Perdido en el bosque. Los salvajes en la isla. Creciente inquietud. El retraso de la Licorne. Tres semanas de espera. En la capilla de Felsenheim.
- VII La chalupa en calma. Abandonados desde ocho días. Lo que dicen el capitán Harry Gould y el contramaestre John Block. Una brecha en las brumas del Sur. Un grito: “¡Tierra! ¡Tierra!”
- VIII La partida de la Licorne. El Cabo de Buena Esperanza. James Wolston y su familia. Despedida de Doll. Portsmouth y Londres. Estancia en Inglaterra. Casamiento de Fritz Zermatt y Jenny Montrose. Regreso a Capetown.
- IX El segundo viaje de la Licorne. Escala en el Cabo. Nuevos pasajeros y oficiales. El segundo Borupt. Navegación contrariada. Revuelta a bordo. Ocho días en el fondo de la cala. Abandonados en la mar.
- X Un grito de Francisco. ¿Qué costa es ésta?. Los pasajeros de la chalupa. Tierra que desaparece entre las brumas. Tiempo amenazador. Tierra que reaparece. Rafales del Sur. En la costa.
- XI En tierra. Conversación de Fritz y del contramaestre. Noche tranquila. Aspecto de la costa. Impresión desconsoladora. Excursión. Las cavernas. El arroyo. El promontorio. Instalación.

### Tercera parte
- I La instalación. Primera noche en la costa. Fritz y Jenny. Mejoría en el estado del capitán Gould. Discusiones. Ascensión al derrumbadero imposible. La noche del 26 al 27 de octubre.
- II Situación agravada. Jenny y Fritz no pierden la esperanza. Pescas fructíferas. Tentativa para reconocer la costa en la parte Este. El albatros de la Roca Humeante. Triste fin de año.
- III Conversaciones a propósito del albatros. Buena amistad entre Bob y el pájaro. Fabricación de velas. Nuevo motivo de dolor. Pesquisas inútiles y desesperación. Un grito del albatros.
- IV La segunda gruta. Esperanza perdida. La antorcha de Fritz. A través del macizo. Varias paradas. La meseta superior. Nada al Sur, ni al Este, ni al Oeste. En el momento de bajar.
- V Nadie quiere abandonar el sitio. La noche en la meseta. En marcha hacia el Norte. El mástil del pabellón. Los . El velo de brumas. Un grito de Fritz.
- VI Una gruta al pie de la cordillera. Recuerdos del pasado. Por el bosque. Captura de un antílope. El río Montrose. El valle de Grünthal. El desfiladero de Cluse. Una noche en Eberfurt.
- VII Partida para Falkenhorst. El canal. Inquietud. El kraal devastado.[2] La morada aérea. En la cima del árbol. Desesperación. Una humareda sobre Felsenheim. ¡Alerta!
- VIII Diversas hipótesis. Lo que había que hacer. El islote del Tiburón. Reconocimiento hasta la playa. Una canoa abandonada. El embarque. ¡No tirar!
- IX ¡Al fin reunidos! Relato breve de lo sucedido desde la partida de la Licorne. Las familias en la desolación. No hay esperanza. La aparición de las piraguas.
- X A la mañana siguiente. Instalaciones en el depósito central. Pasan cuatro días. Aparición de las piraguas. Esperanza fallida. Los últimos cartuchos. Un cañonazo en alta mar.
- XI La Licorne. Toma de posesión en nombre de Inglaterra. Ninguna noticia de Flag. Regreso a Felsenheim. Un matrimonio celebrado en la capilla. Varios años. Prosperidad de la colonia de Nueva Suiza.

## Homenajes vernianos
- Ésta es una de las cuatro novelas en las que Verne rinde tributo a otros escritores:
- "Escuela de Robinsones" es una parodia de "Robinson Crusoe" (1719), de Daniel Defoe.
- "Matías Sandorf" es un claro homenaje a "El conde de Montecristo", (1844), de Alejandro Dumas.
- "La esfinge de los hielos" es la genial continuación de "La narración de Arthur Gordon Pym" (1838), de Poe.
- "Segunda patria" es la continuación de "El Robinson Suizo" (1812), de Wyss.

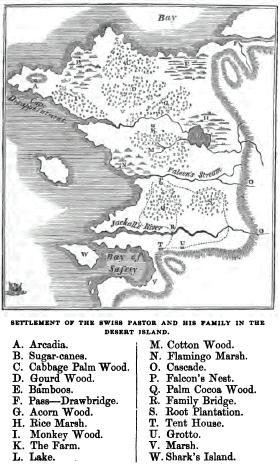
Mapa de la "Nueva Suiza" en la primera ed. alemana de "El Robinson suizo". El dibujo puede ser obra de John Gilbert.

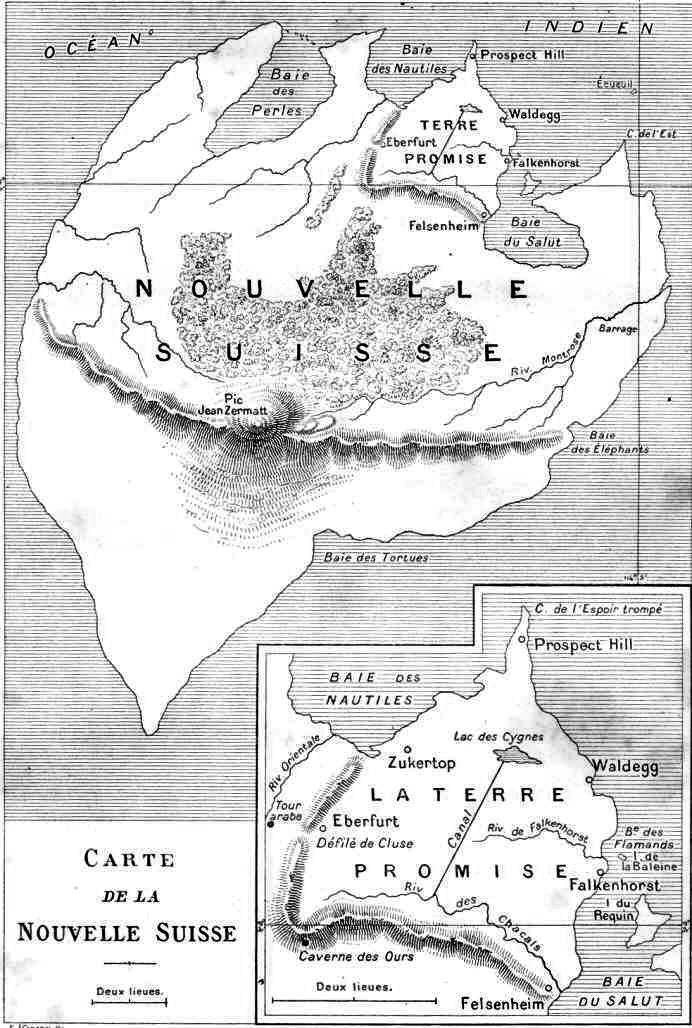
Mapa de la "Nueva Suiza" en la primera edición francesa de "Segunda patria". Dibujo de George Roux.

## Adaptaciones cinematográficas
- 1960: "Los robinsones de los mares del Sur" ("Swiss Family Robinson"). Walt Disney Productions. Estados Unidos. Adaptación de "El Robinson suizo" con elementos de "Segunda patria". 
  - Guion: Lowell S. Hawley.
  - Dir.: Kenn Annakin.
  - Int.: John Mills (Sr. Robinson), Dorothy McGuire (Sra. Robinson), James MacArthur (Fritz Robinson), Janet Munro (Roberta y "Bertie"), Sessue Hayakawa (Kuala), Tommy Kirk (Ernest Robinson), Kevin Corcoran (Francis Robinson), Cecil Parker (Capitán Moreland), Andy Ho (Auban), Milton Reid (Jefe Pirata).
  - Música: William Alwyn, Terry Gilkyson[3]
  - Ya se había hecho otra adaptación de "El Robinson suizo" en 1940: "Swiss Family Robinson".